# Is There Anybody Out There? (álbum)
Is There Anybody Out There? é o álbum de estreia da dupla norte-americana A Great Big World, lançado em 10 de dezembro de 2013 através da gravadora Epic Records. Tem como destaque a faixa "Say Something" com a cantora Christina Aguilera, a qual alcançou a quarta posição na Billboard Hot 100. Desde então, o disco vendeu mais de 59 mil cópias nos Estados Unidos.

## Alinhamento de faixas
Todas as faixas escritas e compostas por Ian Axel e Chad Vaccarino, exceto "Say Something", que foi composta pelos dois em parceria com Mike Campbell. 
| N.º            | Título                                   | Produtor(es)       | Duração |  |
| 1.             | "Rockstar"                               | Dan Romer          | 3:12    |  |
| 2.             | "Land of Opportunity"                    | Romer              | 3:10    |  |
| 3.             | "Already Home"                           | Romer              | 3:13    |  |
| 4.             | "I Really Want It"                       | Romer              | 3:22    |  |
| 5.             | "Say Something"                          | Romer              | 3:53    |  |
| 6.             | "You'll Be Okay"                         | Romer              | 3:30    |  |
| 7.             | "Everyone Is Gay"                        | Chris Kuffner      | 3:10    |  |
| 8.             | "There Is an Answer"                     | Romer              | 4:12    |  |
| 9.             | "I Don't Wanna Love Somebody Else"       | Romer              | 3:02    |  |
| 10.            | "This Is the New Year"                   | Romer, John Alagía | 3:14    |  |
| 11.            | "Shorty Don't Wait"                      | Romer              | 3:12    |  |
| 12.            | "Cheer Up!"                              | Romer              | 3:51    |  |
| 13.            | "Say Something" (com Christina Aguilera) | Romer              | 3:49    |  |
| Duração total: | Duração total:                           | Duração total:     | 44:28   |  |

## Prêmios e indicações
| Ano  | Premiação     | Prêmio                 | Indicação                                | Resultado |
| ---- | ------------- | ---------------------- | ---------------------------------------- | --------- |
| 2015 | Grammy Awards | Melhor Colaboração Pop | "Say Something" (com Christina Aguilera) | Venceu    |

## Desempenho comercial

### Posições
| Tabela musical (2014)             | Melhor posição |
| --------------------------------- | -------------- |
| Austrália (ARIA Charts)           | 33             |
| Áustria (Ö3 Austria Top 40)       | 36             |
| Bélgica (Ultratop 50 de Flandres) | 132            |
| Canadá (Canadian Albums Chart)    | 3              |
| Estados Unidos (Billboard 200)    | 3              |
| Noruega (VG-lista)                | 37             |
| Países Baixos (MegaCharts)        | 55             |
| Reino Unido (UK Albums Chart)     | 16             |
| Suécia (Sverigetopplistan)        | 25             |

## Histórico de lançamento
| País           | Data                   | Formato              | Gravadora    |
| -------------- | ---------------------- | -------------------- | ------------ |
| Estados Unidos | 10 de dezembro de 2013 | CD, download digital | Epic Records |